# Tetramesa secale
Tetramesa secale är en stekelart som först beskrevs av Fitch 1861.  Tetramesa secale ingår i släktet Tetramesa och familjen kragglanssteklar. Inga underarter finns listade i Catalogue of Life.